# 神舟一号
神舟一号试验飞船（简称神一），起初被称为“神舟号”，是中华人民共和国载人航天工程的首次飞行任务，也是神舟飞船的首次发射。
该任务的飞行器“神舟一号”于1999年11月20日凌晨6时30分在酒泉航天发射场由在长征2号捆绑式火箭的基础上改进研制的长征2号F火箭发射升空，于11月21日凌晨3时41分顺利降落在内蒙古苏尼特右旗赛汉塔拉主着陆场，任务获得圆满成功。

## 背景
1992年9月21日党中央批准中央专委《关于开展我国载人飞船工程研制的请示》，正式启动载人航天工程，工程代号为“921”。立项之时，工程指挥部的目标是争取在1998年、确保在1999年进行中国第一艘无人飞船的首飞，即“争八保九”。
工程使用的酒泉卫星发射中心载人航天发射场于1994年破土动工，1997年完成建设，历时四年时间，共投入资金11亿多元，1998年第一次投入使用。
1998年10月，中国航天进行了首次零高度逃逸救生飞行试验，逃逸飞行器在逃逸指令发出后带着飞船轨道舱与返回舱从发射阵地离台起飞，随后返回舱与逃逸飞行器分离并安全着陆，整个过程中各部件工作正常，试验获得圆满成功。
由于神舟飞船的许多产品还处在初样地面试验阶段，未能研制出可以上天的正样产品，1998年，为了兑现“争八保九”的承诺，工程总指挥部决定用地面试验的电性能船完成载人航天工程的首次飞行试验，飞船的13个分系统中的8个参与试飞考核，另外5个只安装而不考核。
1999年7月26日，神舟一号试验飞船运抵酒泉卫星发射中心。一个月后，火箭也抵达了发射场。随后飞船和火箭开展联合演练。期间神舟一号的一台环控生保仪器测试失败，后来飞船的一个定向陀螺也出现故障，均需要拆除返回舱防热大底才能排除故障。由于这项拆除操作极大概率会引入新的故障，因此研制团队进行了激烈的讨论。为确保飞船不带任何问题执行任务，最终在进行了充分的预案准备后，决定冒险打开防热大底。在排障过程中，飞船更换了导致环控生保仪器失灵的信号线和数据异常的陀螺，返回舱的设备和防热大底得到了妥善的复原。此后，神舟一号顺利通过了所有的演练测试。

## 任务经过
1999年11月20日06时30分，搭载了神舟一号试验载人飞船的长征二号F运载火箭在酒泉卫星发射中心载人航天发射场准时点火起飞。
飞行约10分钟后，飞船与运载火箭成功分离，准确进入预定轨道。
入轨后飞船不进行机动，地面的各测控中心和分布在太平洋、印度洋上的远望号测量船对飞船进行了跟踪测控，同地，还对飞船内的生命保障系统、姿态控制系统等进行了首次测试。
飞船在轨飞行至第13圈时，开始进行返回准备，从渭南测控站、青岛测控站和位于日本海的遠望二號测量船顺次向神舟一号注入返回控制指令，全部失败。
飞船飞行至第14圈时，只剩下由“远望三号”测量船给飞船注入返回指令这一最后机会，注入指令的时间不到一分钟，如果无法注入，则飞船返回必然失败。11月21日凌晨3时，在距离飞船返回程序计划启动时刻仅剩10秒时，“远望三号”成功向神舟一号注入应急数据，飞船按照预定计划开始返回。飞船建立返回姿态，制动发动机点火，轨道舱、推进舱先后与返回舱分离，返回舱再入大气层。
11月21日凌晨3点20分左右，直升机目视发现下降中的返回舱，3点24分，地面雷达发现返回舱。返回舱降至10—8千米高度时，降落伞打开，离地约1.2米时缓冲火箭点火。3时41分，返回舱顺利降落在内蒙古苏尼特右旗赛汉塔拉四子王旗主着陆场，地面搜索车辆在4点20分找到返回舱。实际落点距理论落点偏差12千米。神舟一号作为中国载人航天工程的首次飞行在太空中共飞行21小时，任务取得圆满成功。

## 意义

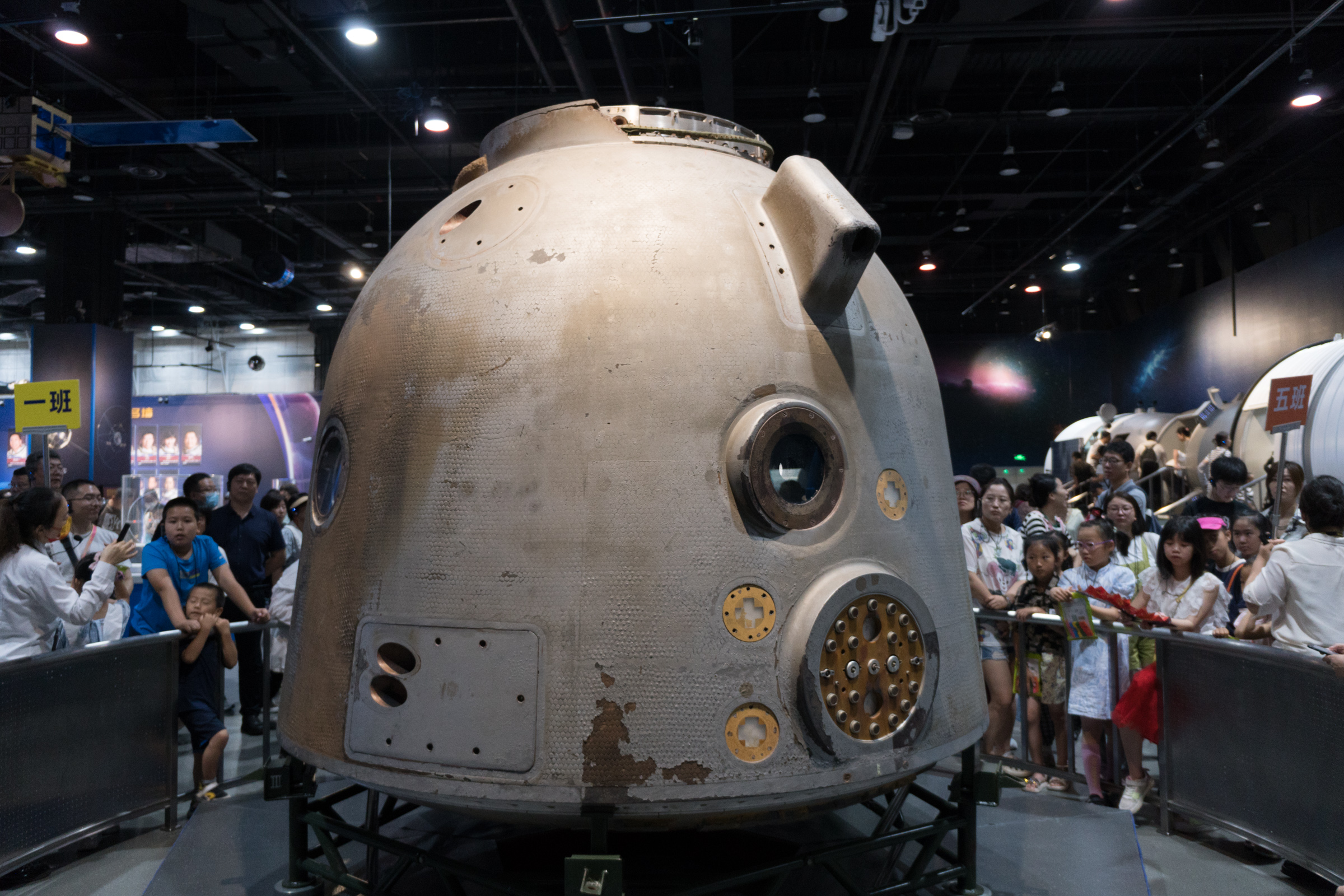
神舟一号返回舱，现藏于中国科学技术馆

神舟一号试验飞船的成功发射与回收，标志着中国载人航天技术获得了重大突破。载人航天工程的飞船、运载火箭、发射场、控通信等各系统均经受住了考验，证明了方案设计的正确性。工程相关的技术和管理人员获得了大量宝贵经验，为完成工程后续任务奠定了基础。
神舟一号飞船返回舱现收藏于中国科技馆。